# Spaniel alemán

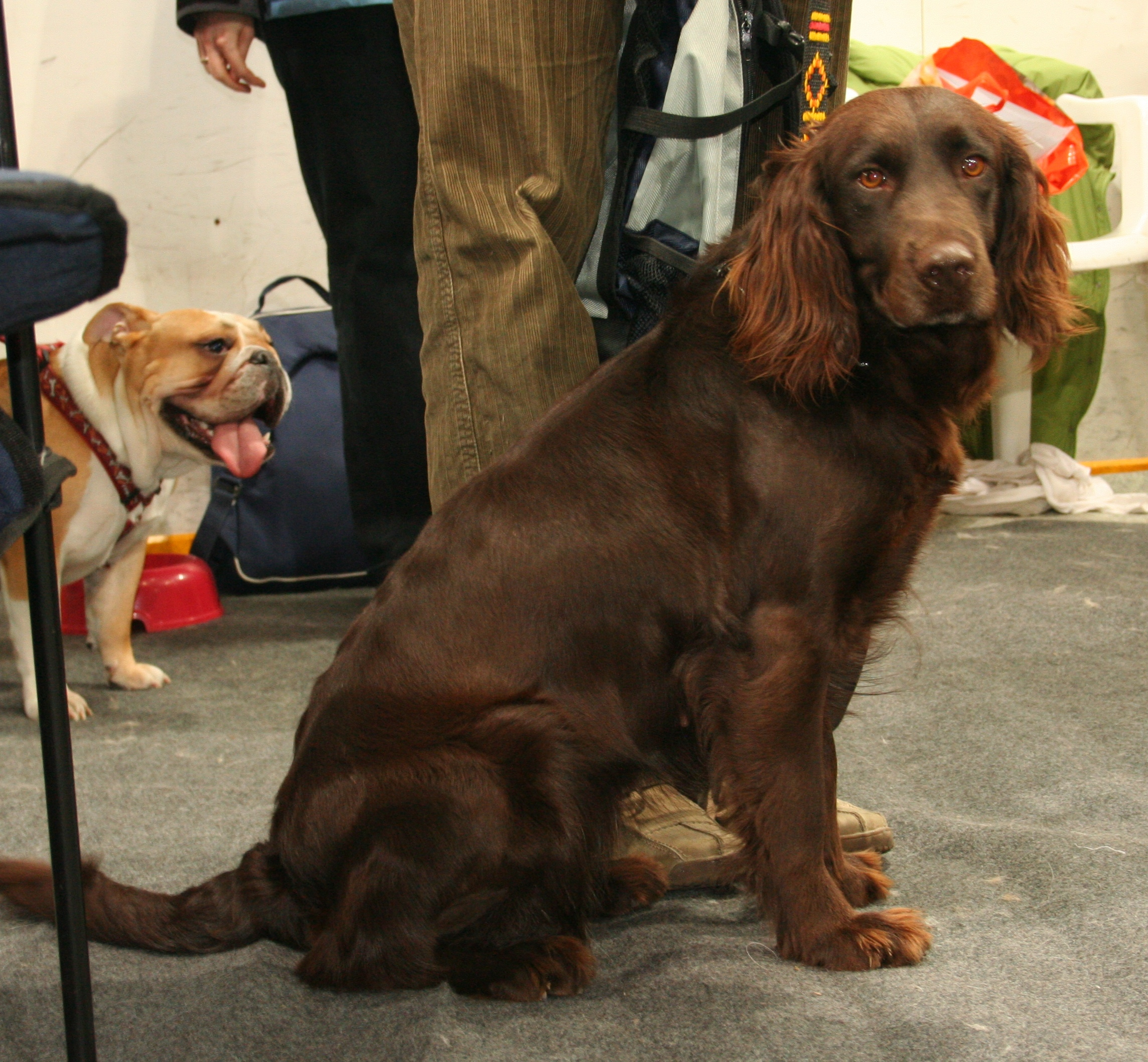
Spaniel alemán

El spaniel alemán (en alemán deutscher wachtelhund) es una raza de perro de caza desarrollada en Alemania alrededor de 1890. Se encuentra reconocida por el United Kennel Club desde 1996.
Descendiente de la antigua raza alemana, a día de hoy es poco frecuente fuera de su país de origen.